# Jean-Bédel Bokassa
Jean-Bédel Bokassa (pronunciación en francés: /ʒɑ̃ bedɛl bɔkasa/), también conocido como emperador Bokassa I (Bobangi, 22 de febrero de 1921-Bangui, 3 de noviembre de 1996), fue un militar y político centroafricano. Fue presidente de Centroáfrica desde el 1 de enero de 1966 —primero en calidad de dictador y luego, a partir del 4 de diciembre de 1976, como autoproclamado emperador del Imperio Centroafricano— hasta el 20 de septiembre de 1979, cuando sería también derrocado mediante un golpe de Estado y sucedido, posteriormente, por David Dacko.
En 2010 fue rehabilitado de manera póstuma por el presidente François Bozizé, refiriéndose a él como "Un hijo de la nación reconocido por todos como un gran constructor". Desde entonces es considerado un héroe nacional a pesar de sus condenas y extravagancias.

## Biografía

### Carrera militar
Bokassa nació en Bobangi, Congo Medio, en la región francesa del África Ecuatorial (actual República Centroafricana). Su padre, Mindogon Mbougdoulou, era un líder tribal. Su madre fue Marie Yokowo. Fue huérfano de padre y madre a los seis años, siendo educado por su abuelo y por misioneros franceses. A los 18 años se enroló a las Fuerzas Francesas Libres y, como miembro del Ejército francés, participó en 1944 en el desembarco aliado en la Provenza. Terminó la Segunda Guerra Mundial como sargento mayor condecorado con la Legión de Honor y la Croix de Guerre (Cruz de Guerra). En 1961 ya había alcanzado el rango de capitán. Dejó el ejército francés en 1964 para unirse al joven ejército centroafricano. Primo del presidente David Dacko, Bokassa ascendió hasta el grado de coronel y jefe del Estado Mayor de las fuerzas armadas.

### Presidente de la República Centroafricana
El 1 de enero de 1966, con el país envuelto en una crisis económica, Bokassa derrocó al autoritario Dacko con un golpe de Estado y asumió el poder como presidente de la república y presidente del gobierno. Bokassa abolió la constitución el 4 de enero de 1966 y comenzó a gobernar por decreto. Poco después se hizo nombrar secretario general del partido político MESAN: Mouvement pour l'évolution sociale de l'Afrique Noire (Movimiento por la Evolución Social del África Negra, en francés). Un año más tarde, en enero de 1967, se erigió en cabeza de dicho partido político, el único existente.
Un golpe de Estado fallido en abril de 1969 fue aprovechado por Bokassa para consolidar su poder y eliminar a su principal rival del régimen militar, el coronel Alexandre Banza, que fue sumariamente ajusticiado. Una vez en el poder, realizó una visita de estado a París, donde sostuvo una entrevista con el presidente francés Charles de Gaulle en el Palacio del Elíseo; asimismo en noviembre de 1970, Bokassa asistió al funeral de estado del general De Gaulle, durante el cual lloró desconsoladamente. En marzo de 1972 se hizo autoproclamar presidente vitalicio por un Congreso extraordinario del MESAN convocado a tal efecto. Del mismo modo, se hizo proclamar Mariscal del país dos años más tarde. Superó otro golpe fallido en diciembre de 1974 y sobrevivió a un intento de asesinato en febrero de 1976. Este último intento de asesinato fue el detonante que convenció a Bokassa de la necesidad de perpetuarse en el poder aún más y crear un régimen monárquico, ya en mayo de 1976.
Después de un encuentro con Muammar al-Gaddafi, en septiembre de 1976, Bokassa decidió adoptar un modelo de gobierno inspirado en el libio. Bokassa disolvió formalmente el gobierno, renunció a casi todos los cargos ministeriales que venía ostentando, creó el Conseil de la Révolution Centrafricaine (Consejo de la Revolución Centroafricana), como nuevo órgano de gestión del Estado bajo su presidencia. En octubre de 1976, aprovechando la visita a Bangui de Gaddafi, Bokassa decidió convertirse al Islam y cambió su nombre a Salah Eddine Ahmed Bokassa. Todo esto no fue más que un acto calculado para asegurar ayuda económica por parte de Libia, ya que su plan personal de erigirse en monarca estaba ya decidido.

### Imperio Centroafricano
El 4 de diciembre de aquel año, en el congreso del MESAN, Bokassa cambió el estatus del país de república a monarquía y declaró con gran pompa la creación del Imperio Centroafricano. Tanto el presidente Tito de Yugoslavia, el emperador Hirohito de Japón, así como el sah de Irán, Mohammad Reza Pahleví, se negaron a asistir a su coronación. El soberano promulgó una constitución imperial, se convirtió al catolicismo y se coronó a sí mismo como Emperador Bokassa I en una fastuosa ceremonia el 4 de diciembre de 1976, que causó estupor en el resto del mundo y contó con la multitudinaria presencia del pueblo en Bangui. El título completo de S.M. Bokassa I era Empereur de Centrafrique par la volonté du peuple Centrafricain, uni au sein du parti politique national, le MESAN, "Emperador de África Central por la voluntad del pueblo centroafricano, unido al partido político nacional, el MESAN".

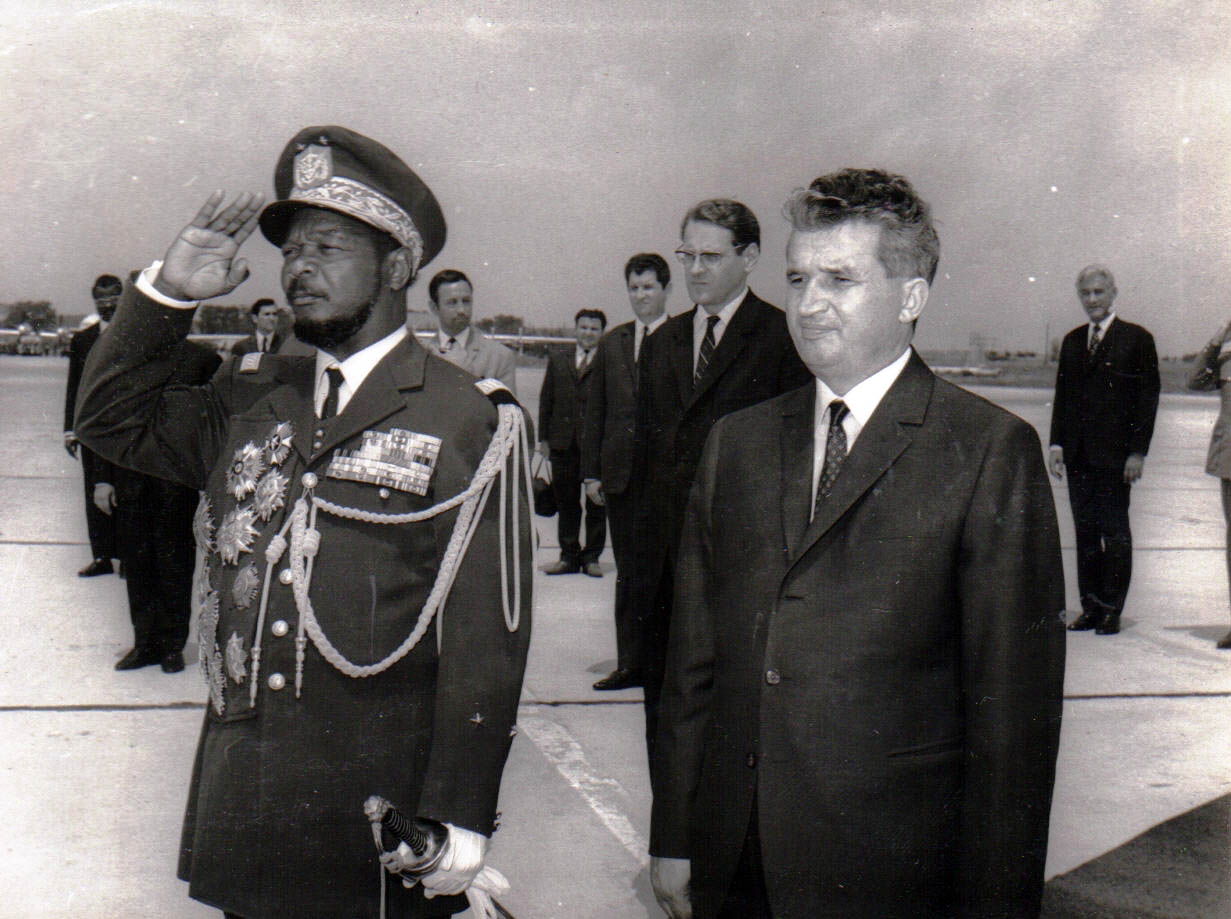
Bokassa con Nicolae Ceaușescu.

El emperador justificó el establecimiento de la monarquía constitucional argumentando que, al crear una monarquía, ayudaría al país a "desmarcarse" del resto del continente y a obtener el respeto del mundo. Fue necesario invertir más de 20 millones de dólares (75 millones en valores 2011) en la coronación del soberano, a la que asistió el pueblo. Estuvo presente un representante especial de la Santa Sede, aunque no hubo presencia de las casas reinantes extranjeras en el evento. El Emperador contaba con el apoyo de sectores populares, que aún añoran su régimen. [cita requerida] Muchos pensaron que Bokassa estaba loco, y se le comparó con el dictador ugandés Idi Amin por sus egocéntricas extravagancias. La prensa rumoreaba que ocasionalmente comía carne humana.

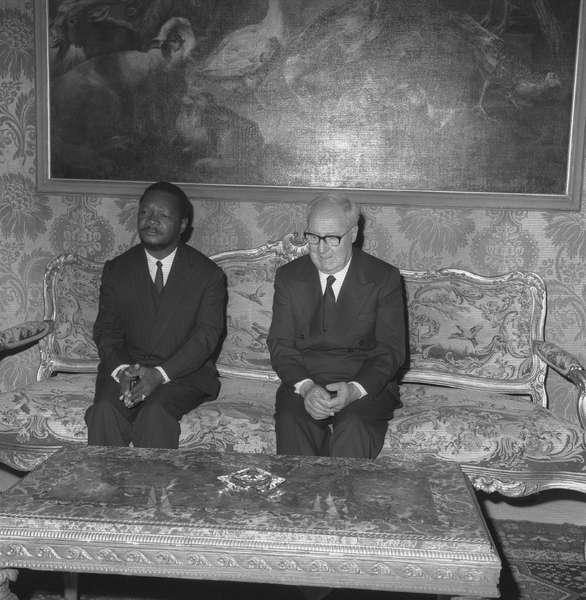
Bokassa y el presidente Italiano Giuseppe Saragat.

Aunque al crearse el nuevo imperio se dijo que sería una monarquía constitucional, no se hicieron reformas democráticas de importancia, y la represión a los disidentes continuó siendo muy dura. La tortura era una práctica muy extendida; incluso se dice que Bokassa en persona participaba en los interrogatorios.[cita requerida]
A pesar de la dictadura, Francia continuó apoyando a Bokassa. El presidente Valéry Giscard d'Estaing era amigo y fiel defensor del emperador, y suministró al régimen importante ayuda económica y militar. En respuesta, Bokassa llevaba frecuentemente a Giscard d'Estaing a excursiones de caza en África y proveía a Francia de uranio, mineral vital para el programa de armas nucleares francés. Con el tiempo, la prensa francesa se fue volviendo cada vez más crítica de la cercana relación entre Giscard d'Estaing y Bokassa, particularmente después de que se revelara que el emperador asiduamente daba diamantes como regalo al presidente. El monumento conmemorativo del régimen monárquico aún se conserva.

#### Fin del Imperio
En enero de 1979 el apoyo francés a Bokassa disminuyó considerablemente después de que disturbios en la capital Bangui llevaran a una masacre de civiles por parte de las fuerzas armadas. Del 17 al 19 de abril un importante número de escolares fueron arrestados después de que protestaran contra el uso de costosos uniformes cuyo uso era obligado por el gobierno. El expresidente Dacko, apoyado por Francia, intervino con la fuerza militar aprovechando una visita oficial del Líder de Libia. Un golpe de Estado patrocinado por Francia condujo al fin de la monarquía centroafricana el 20 de septiembre de 1979. La república fue restaurada.

### Exilio, retorno y muerte
Una vez derrocado, Muamar el Gadafi se negó a recibirle, ya que no representaba a ningún Estado. Bokassa decidió volar directamente a París para pedirle explicaciones al presidente francés. Su avión privado consiguió aterrizar cerca de París y el gobierno francés rehusó cualquier contacto oficial con el derrocado emperador, al tiempo que multiplicaba sus gestiones privadas para encontrarle un país de acogida, alegando razones humanitarias. De este modo, el Emperador Bokassa terminó en Costa de Marfil, cuyo presidente, Houphouet-Boigny fue el único que accedió a los requerimientos del gobierno francés. Sin embargo, Bokassa no cejó en su empeño de regresar a su país y recuperar el poder. Ayudado por unos amigos franceses consiguió un avión con la intención de volar hasta Bangui, en diciembre de 1983, pero la operación fue abortada en el último momento por las autoridades marfileñas. Bokassa fue expulsado entonces de Costa de Marfil y devuelto a Francia, que en esta ocasión no tuvo más remedio que aceptarle. Bokassa se estableció entonces en un palacete que había adquirido años atrás en las proximidades de París.
Bokassa fue condenado a muerte in absentia en diciembre de 1980, pero volvió de su exilio en Francia aterrizando en Bangui el 24 de octubre de 1986. Fue arrestado y juzgado por traición, asesinato, canibalismo y apropiación indebida de fondos estatales. Durante el juicio fueron levantados los cargos de canibalismo, que no pudieron ser demostrados. El tribunal republicano condenó al emperador a muerte el 12 de junio de 1987. La sentencia fue conmutada a cadena perpetua en febrero de 1988, pero sería reducida posteriormente a veinte años.
Con el retorno de la democracia en 1993, el presidente André Kolingba declaró una amnistía general a todos los presos en uno de sus últimos actos como presidente; el antiguo soberano y otros adictos a la Corte fueron liberados el 1 de agosto de aquel año. Tuvo 17 esposas y más de 50 hijos. Murió víctima de un ataque cardiaco el 3 de noviembre de 1996. Si bien esa fue la causa de su muerte, el Emperador sufría de enfermedades del corazón, de los riñones y de varios ataques cerebrales.
Antes de su muerte, Bokassa se declaró a sí mismo el decimotercer apóstol de Cristo.

## Canibalismo y aberraciones del emperador
Un rumor muy extendido sobre las muchas aberraciones que rodearon la vida de este emperador se conoció gracias al ministro de Cooperación francés, Robert Galley, a quien Bokassa, en un suntuoso banquete estatal, supuestamente le confesó: “No se han dado cuenta, pero acaban de comer carne humana”. El emperador era un caníbal que comía la carne de sus víctimas. Según testigos, los frigoríficos del palacio imperial estaban atestados de restos de niños que habían sido asfixiados o torturados hasta la muerte en las mazmorras de Ngaragba.
Los libros de historia cuentan que al emperador le gustaba comerse a sus esposas y opositores. Después de la caída del régimen, el cocinero personal del exemperador confesó que le obligaron a preparar comidas elaboradas con carne humana bajo amenaza de muerte en caso de que se negara. En otra ocasión Bokassa ordenó ejecutar a uno de sus ministros para preparar el almuerzo para el resto de los miembros del gobierno. El cocinero también dijo que en los viajes privados al extranjero, el dictador se alimentaba con chorizo y jamón elaborados con las mismas ‘materias primas’.
Cuando estuvo cansado de comerse a sus adversarios, empezó a matar a personas de diferentes profesiones. Así es como “se comió al único matemático del país”, como escribió entonces el diario soviético “Izvestia”. En otras ocasiones, el emperador no se comió a sus opositores pero los dejó pudrirse en pozos o los entregaba como alimento a los cocodrilos.
Durante su gestión, los atropellos y violaciones de los derechos humanos cometidos alienaron a sus benefactores de París.
Los excesos del emperador: apaleaba a los ladrones ante las cámaras de televisión, fue acusado de practicar el canibalismo y Amnistía Internacional denunció una matanza de escolares en Bangui: 100 niños fueron asesinados al protestar contra los uniformes que estaban obligados a comprar en una fábrica del mandatario.
Además, Bokassa participó presuntamente en la matanza ocurrida en la prisión Ngaragba de Bangui, y esas informaciones despertaron la indignación y condena internacional.
Durante su juicio en 1987 los cargos por canibalismo no pudieron ser probados a pesar de las declaraciones de numerosos testigos.

## Distinciones honoríficas

### Distinciones honoríficas centroafricanas
- Soberano Gran Maestre de la Orden del Mérito.
- Soberano Gran Maestre de la Orden de la Gratitud.
- Soberano Gran Maestre de la Orden de la Operación Bokasa.
- Soberano Gran Maestre de la Imperial Orden de Bokasa I.
- Soberano Gran Maestre de la Orden de las Palmas Académicas.
- Soberano Gran Maestre de la Orden del Mérito Agrícola.
- Soberano Gran Maestre de la Orden del Mérito Industrial y Artesanal.
- Soberano Gran Maestre de la Orden del Mérito Postal.
- Soberano Gran Maestre de la Orden del Mérito Comercial.
- Soberano Gran Maestre de la Orden Nacional de la República.
- Soberano Gran Maestre de la Orden de la República Centroafricana.
- Soberano Gran Maestre de la Orden Militar.

## Ancestros
|  |                         |  |  |  |  |  |  |  |  |  |  |  |  |  |  |  |
|  | 16. Nzou                |  |  |  |  |  |  |  |  |  |  |  |  |  |  |  |
|  |                         |  |  |  |  |  |  |  |  |  |  |  |  |  |  |  |
|  |                         |  |  |  |  |  |  |  |  |  |  |  |  |  |  |  |
|  | 8. Diaye                |  |  |  |  |  |  |  |  |  |  |  |  |  |  |  |
|  |                         |  |  |  |  |  |  |  |  |  |  |  |  |  |  |  |
|  |                         |  |  |  |  |  |  |  |  |  |  |  |  |  |  |  |
|  | 4. Mbalanga             |  |  |  |  |  |  |  |  |  |  |  |  |  |  |  |
|  |                         |  |  |  |  |  |  |  |  |  |  |  |  |  |  |  |
|  |                         |  |  |  |  |  |  |  |  |  |  |  |  |  |  |  |
|  | 2. Mindogon Mbougdoulou |  |  |  |  |  |  |  |  |  |  |  |  |  |  |  |
|  |                         |  |  |  |  |  |  |  |  |  |  |  |  |  |  |  |
|  |                         |  |  |  |  |  |  |  |  |  |  |  |  |  |  |  |
|  | 1. Jean-Bédel Bokassa   |  |  |  |  |  |  |  |  |  |  |  |  |  |  |  |
|  |                         |  |  |  |  |  |  |  |  |  |  |  |  |  |  |  |
|  |                         |  |  |  |  |  |  |  |  |  |  |  |  |  |  |  |
|  | 3. Marie Yokowo         |  |  |  |  |  |  |  |  |  |  |  |  |  |  |  |
|  |                         |  |  |  |  |  |  |  |  |  |  |  |  |  |  |  |
|  |                         |  |  |  |  |  |  |  |  |  |  |  |  |  |  |  |

## Esposas e Hijos
A continuación se describe una lista de sus esposas:
1) Annette Van Helst
2) Marguerite Green Boyanga
3) Martine Nguyen Thi Hue
4) Jacqueline Nguyen Thin
5) Astrid Elisabeth Van Erpe
6) Catherine Denguiadé (emperatriz y favorita de Bokassa)
7) Christine Tongui
8) Marie-Joëlle Aziza-Eboulia
9) Marie-Jeanne Nouganga
10 ) Éliane Mayanga
11) Alda Adriano Geday
12) Gabriella Drimbo
13) Chantal Belleka
14) Marie-Charlotte Mathey
15) Rita Carlos Pimenta
16) Brigitte Eyenga
17) Augustine Assemat
18) Zara Victorine
Lista de hijos del Emperador de facto:
40 niños, entre ellos:
Princesa Marie-France Bokassa
Príncipe Georges Bokassa
Princesa Martine Bokassa
Príncipe Jean-Charles Bokassa
Príncipe Saint-Cyr Bokassa
Príncipe Saint-Sylvestre Bokassa
Príncipe Jean le Grand Bokassa
Príncipe Carlomagno Bokassa
Príncipe Jean-Serge Bokassa
Princesa Lucienne Bokassa
Príncipe Jean-Bedel Bokassa